# Henrique Lemle
Henrique Lemle (geboren 30. Oktober 1909 in Augsburg als Heinrich Lemle; gestorben 22. September 1978 in Rio de Janeiro) war ein deutsch-brasilianischer liberaler Rabbiner.

## Leben
Heinrich Lemle war ein Sohn des Viehhändlers Samuel Lemle und der Regine Ney, beide wurden Opfer des Holocaust. Lemle studierte ab 1928 am Jüdisch-Theologischen Seminar in Breslau, wurde 1932 promoviert und legte 1933 in Berlin das Rabbinerexamen ab. Er wurde  Jugendrabbiner in Mannheim und 1934 Rabbiner in Frankfurt am Main. Er emigrierte 1939, nachdem er zuvor im KZ Buchenwald interniert gewesen war, über Großbritannien nach Brasilien (1940).
Er übersetzte 1950 das Gebetbuch für die Hohen Feiertage ins Portugiesische. Seit 1951 hielt er Vorlesungen über die Wissenschaft des Judentums an der Universität Rio, wo er Professor wurde. 1959 wurde er Ehrenbürger von Rio.

## Schriften (Auswahl)
- Jüdische Jugend im Aufbruch: ein Wort An alle, Frankfurt am Main : J. Kauffmann, 1935 OCLC 638839924
- O drama judaico, Rio de Janeiro: Dois Mundos, 19??. OCLC 81078512
- A nobreza do povo e outros contos, Rio de Janeiro [Monte Scopus] 1963. OCLC 1061047
- Jugend-Rabbiner in Frankfurt a. Main,  	Rio de Janeiro, 1960. OCLC 970847825
- O judeu e seu mundo, Rio de Janeiro, Editôra B’nai B’rith, 1967. OCLC 4071023
- Nesta Hora: diálogo com a nova geração, Rio de Janeiro: Bloch Editores 1973 OCLC 3604826